# Ратислав Мудрий
Ратислав або Рацлав, Ратша (*бл. 1105  —1140/1141) — князь руян.

## Життєпис
Був нащадком князя Круто: або онуком чи якимось родичем. Також невідомо коли став князем племені руян. Напевне став панувати десь у 1120-х роках. З самого початку поставив собі за мету звільнитися від залежності з боку Ободрицької держави.
У 1123 році за намовою Ратислава було вбито Вальдемара, сина Генріха, князя ободрицького. У 1123—1124 та 1124—1125 роках Ратислав вимушений був відбивати напади Генріха Ободрицького, що зрештою Ратиславу вдалося. Втім він вимушений був визнати номінальну зверхність ободритів.
У 1127 році остаточно став самостійним володарем руян та всього острова Рюгена (Ругії). У 1128 році намагався надати допомоги поморянам з містом Шецін, що боролися проти данців, але зазнав невдачі.
У 1136 році володіння Ратислава зазнали нападу з боку Ерік II, короля Данії. Руяни зазнали поразки, острів Рюген було сплюндровано. Ратислав втратив священне місто Аркону, після того як данці перекрили доступ захисників до питної води. Саксон Граматик пише про те, що сталося докладніше: «Руяне сховали свята статуя Святовита, коли надія на допомогу згасла, а ті, що війська данських хрестоносців відсікли від міста укріплений доступ до води. Шукаючи порятунку для свого народу, вони удавано піддалися вимогам короля прийняти християнство, взяли добровільно-примусове хрещення, вмили свої тіла і вгамували спрагу в найближчому ставку. Данці, йдучи, залишили в фортеці ксьондза, щоб він наглядав за прищепленням нової віри. Як тільки солдати Еріка сіли на кораблі й відпливли до Данії, з воріт Аркони викинули ксьондза … Руян знову могли вільно шанувати свого рідного Бога Святовита».
У 1137 році, скориставшись складнощами Ободрицької держави, яка боролася проти Гольштейна та Саксонії, Ратислав вдерся до північних областей ободритів, сплюндрувавши околиці важливого міста Любіци (Старий Любек), але не зміг захопити саме місто й зрештою відступив.
В останні роки сприяв новому піднесенню своєї держави. Помер у 1140 або 1141 році. Владу спадкував син Теслав.

## Родина
Дружина — сестра князя Міцлава Гюцковського (християнка)
Діти:
- Теслав (д/н-бл. 1170), князь у 1140/1141-1170 роках
- Стоїслав (д/н-1193)
- Яромар (д/н-1217), князь у 1170—1217 роках